# Cristian Dulca
Cristian Alexandru Dulca (* 25. Oktober 1972 in Cluj) ist ein ehemaliger rumänischer Fußballspieler und derzeitiger -trainer. Er bestritt insgesamt 133 Spiele in der rumänischen Divizia A und der ungarischen Nemzeti Bajnokság.

## Karriere

### Verein
Die Karriere von Dulca begann bei CFR Cluj in der Divizia B. Im Jahr 1995 nahm ihn Erstligist Gloria Bistrița unter Vertrag. In der Winterpause 1995/96 wechselte er zu Ligakonkurrent Rapid Bukarest. Dort wurde die Spielzeit 1997/98 zur erfolgreichsten seiner Laufbahn. Neben der Vizemeisterschaft hinter Steaua Bukarest gewann er mit seiner Mannschaft das Pokalfinale gegen Universitatea Craiova.
Zu Beginn des Jahres 1999 verließ Dulca Rapid und wechselte in die südkoreanische K-League zu Pohang Steelers. Nach einem Jahr kehrte er nach Rumänien zu Ceahlăul Piatra Neamț zurück. Mit Ceahlaul beendete er die Saison 1999/2000 auf dem vierten Platz und qualifizierte sich für den UI-Cup. In der Winterpause 2000/01 schloss er sich dem Ligakonkurrenten Gaz Metan Mediaș. Dort kam er nur auf drei Einsätze und musste als Tabellenletzter absteigen. Dulca wechselte daraufhin zu Universitatea Cluj in seine Heimatstadt. Nach nur zwei Monaten nahm ihn der ungarische Erstligist Kispest-Honvéd Budapest unter Vertrag. Dort kämpfte er mit seiner Mannschaft um den Klassenverbleib. Zu Beginn des Jahres 2003 schloss er sich Politehnica AEK Timișoara an. Nach dem Ende der Spielzeit 2002/03 beendete er seine aktive Laufbahn.

### Nationalmannschaft
Dulca bestritt sechs Spiele für die rumänische Nationalmannschaft. Er debütierte am 19. November 1997, als er im Freundschaftsspiel gegen Spanien in der 79. Minute für Tibor Selymes eingewechselt wurde. In den folgenden Spielen gehörte er stets zum Aufgebot und Nationaltrainer Anghel Iordănescu nominierte ihn für die Weltmeisterschaft 1998 in Frankreich. Dort stand er im Gruppenspiel gegen Tunesien am 26. Juni 1998 in der Startaufstellung, wurde aber bereits nach 32 Minuten gegen Gheorghe Popescu ausgetauscht. Dies war gleichzeitig sein letztes Länderspiel.

### Trainer
Nach dem Ende seiner aktiven Laufbahn arbeitete Dulca als Fußballtrainer. Im Sommer 2008 wurde er Co-Trainer von Viorel Hizo beim FC Vaslui und wurde auch von dessen Nachfolger Viorel Moldovan übernommen. Nach Moldovans Rücktritt im Mai 2009 wurde Dulca Chefcoach. Er schloss die Saison 2008/09 mit zwei Siegen und der Qualifikation zur Europa League ab. Nach einem durchwachsenen Start in die Spielzeit 2009/10 wurde er Ende September durch Dorin Zotincă ersetzt. Anschließend übernahm er seinen in der Liga II spielenden früheren Klub Universitatea Cluj und führte ihn zurück ins Oberhaus. Da er nicht die erforderliche Lizenz besaß, musste er seinen Platz für Marian Pană räumen und in den Jugendbereich wechseln. Im Oktober 2010 verließ er „U Cluj“ zu Zweitligist Delta Tulcea. Im Sommer 2012 kehrte er zurück, verließ den Klub Anfang Oktober aber bereits wieder, um als Co-Trainer von Viorel Hizo zu werden. Anfang April 2013 wurde er dort zusammen mit Hizo entlassen. Seit Beginn der Saison 2013/14 war er Cheftrainer von Erstligist Gaz Metan Mediaș. Ende November 2014 trennten sich die Wege wieder.
Im August 2017 übernahm Dulca Luceafărul Oradea in der Liga II. Den Verein betreute er bis März 2018, ehe er Cheftrainer von CS Șirineasa in der Liga III wurde. Dort führte er seine Mannschaft am Saisonende zum Aufstieg.

## Erfolge

### Als Spieler
- WM-Teilnehmer: 1998
- Rumänischer Pokalsieger: 1998 (mit Rapid Bukarest)
- Rumänischer Meister: 1999 (mit Rapid Bukarest)

### Als Trainer
- Aufstieg in die Liga 1: 2010 (mit Universitatea Cluj)